# Niki
Niki（にき、1996年10月15日 - ）は、日本のファッションモデル、タレント。兵庫県神戸市出身。エイベックス・マネジメント所属。

## 略歴
2014年、エイベックス・ヴァンガード（現：エイベックス・マネジメント）に所属。当初は本名の丹羽仁希（にわ にき）で活動していた。東京ガールズコレクション主催の「Tokyo Girls Audition」で2万人の頂点に立ち、モデル部門で受賞。同年11月、ファッション雑誌「JELLY」の専属モデルを決める「NEWジェリガ総選挙」に出場し、グランプリを獲得した。同年12月17日発売のJELLY2015年2月号で専属モデルデビューし、それを機にNikiと改名。当時18歳だった。
2016年11月より放映された『テラスハウス』の新シーズン、『TERRACE HOUSE ALOHA STATE』（テラスハウス アロハ ステート）に新メンバーとして本名の丹羽仁希で出演。3月21日より配信された第17話より登場し（英語版「w:Terrace House: Aloha State」も参照）、"テラハ史上No.1美女"などとして、各メディアが取り上げた。
2017年夏に放映されたミスタードーナツのTVCMでは、同社のコットンスノーキャンディを食べながら水着姿でビーチを歩く姿に「あの美少女は誰？」と話題になる。また、モンスターストライクの『ナツの極み。』バージョンでは、赤いビキニ姿で歩く姿が「かなり刺激的」とネット上で話題になった。10月13日、初の写真集『Nikiファースト写真集 NIKI』が宝島社より出版された。また2017年から2019年まで3年連続で「世界で最も美しい顔100人」に選ばれている。
2019年11月14日には2冊目となる写真集『ニキには？』が講談社より出版された。2024年10月15日には3rd写真集『slow motion』が幻冬舎より出版された。

## 人物
兵庫県神戸市出身。日本人の母とアメリカ人の父のハーフ。一人っ子である。
兵庫県立芦屋高等学校を卒業後、大妻女子大学文学部英文学科に入学した。
名前「仁希（Niki）」の由来は、F1ドライバーのニキ・ラウダからだと明かしている。

## 事件
2020年5月20日、週刊文春が、新型コロナで沖縄が緊急事態宣言のため旅行はキャンセルしてくださいと知事が呼びかける中、X氏（当時は元アパレル社長のX氏と書かれていたが、後に元暴露系YouTuberで元参議院議員「ガーシー」こと東谷義和と判明）、山田孝之、新田真剣佑らと沖縄旅行をしていたと報じた。沖縄旅行についてガーシーは、沖縄に長期滞在して一軒家を借りていたガーシーが「沖縄めっちゃいいよ」と真剣佑やNikiを呼んだという。
同日にNikiが自身のTwitterを更新し、文春報道の沖縄旅行について「一部報道にありましたが、緊急事態宣言の中、私の軽率な行動により、関係各所の皆様に多大なご迷惑をおかけし大変申し訳ございませんでした」「ファンの皆様並びに多くの方々に不快な思いをさせてしまいましたこと、心から反省しお詫び致します。今後、このようなことがないよう責任ある行動をいたします」と謝罪した。

## 出演

### テレビ番組
- TERRACE HOUSE ALOHA STATE（2017年、フジテレビ、FOD、Netflix）[24]
- 水曜夜のエンターテイメントバトル エンタX（2017年10月5日 - 2018年3月29日、テレビ東京） - 古坂大魔王と共にMC[25]
- 放談ナイト〜Hold on Night〜（2017年10月19日 - 2018年、フジテレビ） - MC[26]
- ウマラテ（2018年1月4日 - 12月、フジテレビ） - MC[27]
- 夢みたいな恋したい女たち（2021年2月27日・3月6日、日本テレビ） - MC[28]

### ネット配信
- 今日、好きになりました。（2017年 - 2021年 、AbemaTV）[29]
- 芸能義塾大学（2017年 - 2018年、AbemaTV）[29]
- 安室奈美恵ファッション総選挙 FASHION MOVIE BEST 50（2018年9月9日、AbemaTV）[30]
- 30までにとうるさくて 第3話・第４話・第7話（2022年1月27日・2月4日・24日、AbemaTV） - 原田真帆 役

### テレビドラマ
- ファーストクラス 第9話（2014年12月17日、フジテレビ）[6]
- ドラマ特区「ピーナッツバターサンドウィッチ」（2020年4月3日 - 5月22日、毎日放送） - 松岡茜 役[31]

### ランウェイ
- GirlsAward
  - 2017 SPRING/SUMMER（2017年）[32]
  - 2018 SPRING/SUMMER（2018年）
  - Rakuten GirlsAward 2023 AUTUMN/WINTER（2023年9月30日、幕張メッセ）[33]
- 神戸コレクション
  - KOBE COLLECTION 2018 SPRING/SUMMER（2018年）
  - KOBE COLLECTION 2018 AUTUMN/WINTER（2018年）
- 関西コレクション
  - KANSAI COLLECTION 2018 SPRING/SUMMER（2018年）
  - KANSAI COLLECTION 2018 AUTUMN/WINTER（2018年）
- 東京ガールズコレクション
  - TOKYO GIRLS COLLECTION 2018 SPRING/SUMMER（2018年）
  - TGC TOYAMA 2018 by TOKYO GIRLS COLLECTION（2018年）
  - TOKYO GIRLS COLLECTION 2018 AUTUMN/WINTER（2018年）
  - 第37回 マイナビ 東京ガールズコレクション 2023 AUTUMN／WINTER（2023年9月2日、さいたまスーパーアリーナ）[34]
  - CREATEs presents TGC KITAKYUSHU 2023 by TOKYO GIRLS COLLECTION（2023年10月7日、西日本総合展示場新館）[35]
- ミュゼプラチナム Presents SAPPORO COLLECTION 2023 AUTUMN／WINTER（2023年11月4日、北海きたえーる）[36]

### MV
- anderlust「#Hashtag」（2017年、gr8! Records）[37]
- 林部智史「恋衣」（2018年）

### CM
- コットンスノーキャンディ（2017年、ミスタードーナツ）[11]
- ナツの極み。（2017年、モンスターストライク）[12]
- 明治濃厚チーズリゾット Web CM（2017年、明治)
- K100% GIRLS!!（2018年、KIREIMO）
- Chance for new love （2018年　サマンサベガ)
- NUOVO SPICE UP COLLECTION（2018年　ABC-MART)
- kiss（2018年） - 新イメージキャラクター
- NIKKI株式会社「ocean pacific」「RUSTY」「LOUD MOUTH」
- リガレクト
- メニコン「1DAY FRUTTIE」

### イベント
- MUSIC CIRCUS FUKUOKA 2018（2018年）
- 埼玉西武ライオンズ 対 福岡ソフトバンクホークス戦 始球式（2019年8月30日、メットライフドーム）[38]

## 書籍

### 雑誌
- JJ・with・steady.・JELLY　レギュラーモデル

### 写真集
- Nikiファースト写真集 NIKI（2017年10月13日、撮影：黄瀬麻以、宝島社）[39]
- Niki写真集 ニキには?（2019年11月14日、撮影：倉本侑磨、講談社）
- Niki写真集『slow motion』（2024年10月15日、撮影：倉本侑磨、幻冬舎）